# Білімбі
Білімбі (Averrhoa bilimbi) — багаторічна рослина родини квасеницеві, культивується в теплих країнах заради їстівних плодів.

## Опис
Стовбур дерева потужний, короткий, на відстані метра від землі він розгалужується на декілька вертикальних гілок, вкритих довгим (до 60 см), складним листям. Загальна висота дерева становить 5-10 м. Кожен листок складається з 11-37 овально-довгастих, розташованих один проти одного міні-листочків (2-5 см завдовжки, до 1,25 см завширшки), спрямованих вниз. Кожен з них має блідо-зелене забарвлення, але в цілому складний лист виглядає темно-зеленим через щільне прилягання його складових. Дерева білімбі мають здатність накопичувати вологу в тканинах стовбура, що дозволяє їм пережити тривалу посуху.
Квітки дерева білімбі складаються з п'яти пелюсток багряного або жовтувато-зеленого кольору, зібрані у китиці, мають приємний аромат. Цій рослині притаманна кауліфлорія — розташування квітконосів безпосередньо на стовбурі та товстих гілках.
Плоди завдовжки 4-10 см ростуть гронами, мають еліптичну, злегка ребристу форму, прикриті біля основи маленькою чашечкою. На кінці кожної чашечки тривалий час зберігаються квіткові залишки. В недозрілому вигляді плоди зелені та хрусткі, з часом робляться зеленкувато-жовтими або білими. Плоди білімбі кислі, в деяких містяться дископодібні насіння до 6 мм завширшки.

## Поширення
Батьківщина білімбі — Малайзія. В даний час культивується в Індонезії, Таїланді, Індії, Філіппінах, М'янмі, Шрі-Ланці, Танзанії. У 1793 році був завезений на Ямайку і незабаром поширився на всі Антильські острови, Колумбію, Венесуелу, Еквадор, Гаяну, Суринам, Бразилію, Північну Аргентину і країни Центральної Америки.

## Застосування
Білімбі є їстівною, лікарською та технічною культурою.
Плоди рослини містять багато щавелевої кислоти, тому через свій надто кислий смак не вживаються в їжу в натуральному вигляді. Недозрілими їх іноді додають до страв з рису, бобів, риби, м'яса. Спілі плоди використовують для приготування маринадів, каррі (друга страва), прохолодних напоїв, желе, варення. Щоб пом'якшити кислий смак плодів, перед використанням їх проколюють, вимочують у солоному розчині, а потім варять з великою кількістю цукру. В протертому вигляді з цукром також консервують квітки цієї рослини.
В народній медицині відвар листя використовують при запаленнях прямої кишки, а також як відхаркувальне. Свіжі листки прикладають до місць, уражених ревматизмом, шкірними висипами, застосовують при укусах отруйних тварин. Використання відвару квітів майже таке саме, як і відвару листя: їм лікують діарею та кашель.
Завдяки високому вмісту кислоти, сік плодів використовують у побуті для виведення плям, відбілювання тканин, усунення залишків фарби з рук, чищення латуні. В Індонезії з червоних квіток білімбі добувають барвник, що використовують для фарбування традиційних тканин.